# 康斯坦察車站
康斯坦察車站（羅馬尼亞語：Gara Constanța）是羅馬尼亞康斯坦察的主要鐵路車站，同時也是該國在黑海沿岸最大的車站，啟用於1960年5月20日。康斯坦察車站每日平均50班旅客列車。由於夏日有許多前往黑海濱度假的遊客，因此乘客的數量會大幅增加。